# Витория-ду-Меарин

Витория-ду-Меарин на карте штата.

Витория-ду-Меарин (порт. Vitória do Mearim) — муниципалитет в Бразилии, входит в штат Мараньян. Составная часть мезорегиона Север штата Мараньян. Входит в экономико-статистический микрорегион Байшада-Мараньенси. Население составляет 31 217 человек на 2010 год. Занимает площадь 716,719 км². Плотность населения — 43,56 чел./км². Праздник города — 19 апреля.

## Демография
Согласно сведениям, собранным в ходе переписи 2010 г. Национальным институтом географии и статистики (IBGE), население муниципалитета составляет:
| Полное население                               | Полное население                               | Полное население                               | Полное население                               | 31 217 |
| ---------------------------------------------- | ---------------------------------------------- | ---------------------------------------------- | ---------------------------------------------- | ------ |
| в том числе:                                   | Городское население                            | 14 811                                         | Процент городского населения, %                | 47,45  |
|                                                | Сельское население                             | 16 406                                         | Процент сельского населения, %                 | 52,55  |
|                                                | Мужское население                              | 15 564                                         | Процент мужского населения, %                  | 49,86  |
|                                                | Женское население                              | 15 653                                         | Процент женского населения, %                  | 50,14  |
| Плотность населения, чел/км²                   | Плотность населения, чел/км²                   | Плотность населения, чел/км²                   | Плотность населения, чел/км²                   | 43,56  |
| Население муниципалитета в % к населению штата | Население муниципалитета в % к населению штата | Население муниципалитета в % к населению штата | Население муниципалитета в % к населению штата | 0,47   |

По данным оценки 2016 года, население муниципалитета составляет 32 046 жителей.

## История
Город основан 19 апреля 1833 года. Название отсылает к реке Меарин, на которой он стоит.

## Статистика
- Валовой внутренний продукт на 2003 год составляет 35 888 840,00 реалов (данные: Бразильский институт географии и статистики).
- Валовой внутренний продукт на душу населения на 2003 год составляет 1102,58 реала (данные: Бразильский институт географии и статистики).
- Индекс развития человеческого потенциала на 2000 год составляет 0,615 (данные: Программа развития ООН).